# 1985 en astronautique
Chronologie de l'astronautique
- 1981
- 1982
- 1983
- 1984
- 1985
- 1986
- 1987
- 1988
- 1989

Cette page présente une chronologie des événements qui se sont produits pendant l'année 1985 dans le domaine de l'astronautique.
Consulter la chronologie de 1984, 1986, des autres années

## Synthèse de l'année 1985

### Sondes spatiales interplanétaires
3 sondes spatiales interplanétaires ont été envoyées en 1985 : 2 sondes japonaises : Sakigake et Suisei ; et une sonde européenne : Giotto. Ces 3 sondes avaient pour objectif l'étude de la comète de Halley.

### Satellites scientifiques
2 satellites d'astronomie ont été envoyés en 1985 : 1 satellite soviéto-polonais : Intercosmos 23 et la plateforme astronomique de la navette américaine : SPARTAN 101.
L'Union soviétique a envoyé un satellite d'étude de production de matériaux en orbite : Foton 1 ; et un satellite d'étude de l'ionosphère : Efir 2.
L'Union soviétique a également poursuivi son programme d'étude des effets de l'apesanteur sur des êtres vivants avec Bion 7 emportant 2 singes : Verniy et Gordiy.

### Engins expérimentaux
L'Union soviétique a initié les vols de qualification de sa nouvelle fusée Zenit 2 avec 3 vols emportant des maquettes de satellite EPN.

### Vols habités
11 vols habités ont décollé en 1985, record inégalé sur une année civile au 31 décembre 2015. L'Union soviétique a envoyé 2 capsules Soyouz T vers la station orbitale Saliout 7. Côté américain, le programme de la navette spatiale s'est poursuivi avec 4 vols de Discovery, 3 vols de Challenger et les 2 premiers vols d'Atlantis.

### Nouveaux lanceurs
Plusieurs nouveaux lanceurs ont effectué leur premier vol en 1985 :
- Mu-3 SII, fusée japonaise servant au lancement des 2 sondes interplanétaires ;
- Zenit 2, fusée soviétique servant au lancement de satellites d'espionnage radio Tselina-2 ;
- Atlantis, quatrième et dernière navette américaine prévue dans le cadre du programme de la navette spatiale.

## Détail de l'activité spatiale

### Chronologie

#### Janvier
| Date            | Lanceur                     | Base de lancement      | Type                   | Charge utile                 | Notes                                    |
| 7 janvier 1985  | Mu-3S-II                    | Uchinoura              | Orbite héliocentrique  | Sakigake                     | Étude de la comète de Halley             |
| 9 janvier 1985  | Soyouz-U                    | Baïkonour              | Orbite basse           | Iantar-4K2 Kobalt            | Satellite de reconnaissance              |
| 15 janvier 1985 | Tsiklon-3                   | Baïkonour              | Orbite basse           | Strela x 6-3                 | Satellites de télécommunications         |
| 16 janvier 1985 | Molnia M                    | Baïkonour              | Orbite de Molnia       | Molniya-3                    | Satellite de télécommunications          |
| 16 janvier 1985 | Soyouz-U                    | Baïkonour              | Orbite basse           | Zenit-8 Oblik                | Satellite de reconnaissance              |
| 17 janvier 1985 | Cosmos-3M                   | Baïkonour              | Orbite basse           | Strela-2M                    | Satellite de télécommunications          |
| 18 janvier 1985 | Proton-K/DM                 | Baïkonour              | Orbite géostationnaire | Gorizont No. 21L             | Satellite de télécommunications          |
| 23 janvier 1985 | Tsiklon-2                   | Baïkonour              | Orbite basse           | US-P-M                       | Satellite de reconnaissance océanique    |
| 24 janvier 1985 | Tsiklon-3                   | Baïkonour              | Orbite basse           | Tselina-D                    | Satellite d'écoute électronique          |
| 24 janvier 1985 | Navette spatiale américaine | Centre spatial Kennedy | Orbite basse           | Navette Discovery (STS-51-C) |                                          |
| 24 janvier 1985 | Navette spatiale américaine | Centre spatial Kennedy | Orbite géostationnaire | Magnum 1                     | Satellite de reconnaissance électronique |

#### Février
| Date             | Lanceur     | Base de lancement | Type                   | Charge utile      | Notes                                      |
| 1er février 1985 | Cosmos-3M   | Baïkonour         | Orbite basse           | Parus             | Satellite de navigation militaire          |
| 6 février 1985   | Soyouz-U    | Baïkonour         | Orbite basse           | Zenit-8 Oblik     | Satellite de reconnaissance                |
| 6 février 1985   | Tsiklon-3   | Baïkonour         | Orbite polaire         | Meteor-2          | Satellite météorologique                   |
| 8 février 1985   | Titan 34B   | Vandenberg        | Orbite de Molnia       | QUASAR 6          | Satellite de télécommunications militaires |
| 8 février 1985   | Ariane 3    | Kourou            | Orbite géostationnaire | Arabsat 1A        | Satellite de télécommunications            |
| 8 février 1985   | Ariane 3    | Kourou            | Orbite géostationnaire | BrasilSat A1      | Satellite de télécommunications            |
| 21 février 1985  | Proton-K/DM | Baïkonour         | Orbite géostationnaire | Oko-S F2          | Satellite d'alerte précoce                 |
| 27 février 1985  | Soyouz-U    | Baïkonour         | Orbite basse           | Iantar-4K2 Kobalt | Satellite de reconnaissance                |
| 27 février 1985  | Cosmos-3M   | Baïkonour         | Orbite basse           | Vektor            | Calibration radar                          |

#### Mars
| Date          | Lanceur         | Base de lancement | Type                   | Charge utile        | Notes                             |
| 1er mars 1985 | Soyouz-U        | Baïkonour         | Orbite basse           | Zenit-8 Oblik       | Satellite de reconnaissance       |
| 5 mars 1985   | Tsiklon-3       | Baïkonour         | Orbite basse           | Tselina-D           | Satellite d'écoute électronique   |
| 13 mars 1985  | Atlas E/OIS     | Vandenberg        | Orbite héliosynchrone  | Geosat              | Altimétrie                        |
| 14 mars 1985  | Cosmos-3M       | Baïkonour         | Orbite basse           | Parus               | Satellite de navigation militaire |
| 21 mars 1985  | Cosmos-3M       | Baïkonour         | Orbite basse           | Strela x 8-1M       | Satellites de télécommunications  |
| 22 mars 1985  | Proton-K/DM     | Baïkonour         | Orbite géostationnaire | Ekran No. 28L       | Satellite de télécommunications   |
| 22 mars 1985  | Atlas G Centaur | Cape Canaveral    | Orbite géostationnaire | Intelsat 510        | Satellite de télécommunications   |
| 25 mars 1985  | Soyouz-U        | Baïkonour         | Orbite basse           | Iantar-4KS1 Terilen | Satellite de reconnaissance       |

#### Avril
| Date          | Lanceur                     | Base de lancement      | Type                   | Charge utile                  | Notes                                                  |
| 3 avril 1985  | Soyouz-U                    | Baïkonour              | Orbite basse           | Zenit-8 Oblik                 | Satellite de reconnaissance                            |
| 12 avril 1985 | Navette spatiale américaine | Centre spatial Kennedy | Orbite basse           | Navette Discovery (STS-51-D)  |                                                        |
| 12 avril 1985 | Navette spatiale américaine | Centre spatial Kennedy | Orbite géostationnaire | Anik C1                       | Satellite de télécommunications                        |
| 12 avril 1985 | Navette spatiale américaine | Centre spatial Kennedy | Orbite géostationnaire | Leasat 3                      | Satellite de télécommunications                        |
| 13 avril 1985 | Zenit-2                     | Baïkonour              | Orbite basse           | EPN                           | Satellite de simulation dynamique du Tselina Échec     |
| 16 avril 1985 | Soyouz-U                    | Baïkonour              | Orbite basse           | Foton No. 1L                  | Expériences de micro-gravité                           |
| 18 avril 1985 | Tsiklon-2                   | Baïkonour              | Orbite basse           | US-P-M1                       | Satellite de reconnaissance océanique                  |
| 19 avril 1985 | Soyouz-U                    | Baïkonour              | Orbite basse           | Iantar-4K2 Kobalt             | Satellite de reconnaissance                            |
| 25 avril 1985 | Soyouz-U                    | Baïkonour              | Orbite basse           | Zenit-8 Oblik                 | Satellite de reconnaissance                            |
| 26 avril 1985 | Molnia M                    | Baïkonour              | Orbite haute           | Prognoz-10-IK                 | Étude de la magnétosphère                              |
| 29 avril 1985 | Navette spatiale américaine | Centre spatial Kennedy | Orbite basse           | Navette Challenger (STS-51-B) | Satellite technologique                                |
| 29 avril 1985 | Navette spatiale américaine | Centre spatial Kennedy | Orbite basse           | Nusat                         |                                                        |
| 29 avril 1985 | Navette spatiale américaine | Centre spatial Kennedy | Orbite basse           | Laboratoire spatial Spacelab  |                                                        |
| 29 avril 1985 | Navette spatiale américaine | Centre spatial Kennedy | Orbite basse           | GLOMR                         | Satellite de télécommunications expérimental militaire |

#### Mai
| Date        | Lanceur       | Base de lancement | Type                   | Charge utile                | Notes                           |
| 8 mai 1985  | Ariane 3      | Kourou            | Orbite géostationnaire | Gstar 1                     | Satellite de télécommunications |
| 8 mai 1985  | Ariane 3      | Kourou            | Orbite géostationnaire | Telecom 1C                  | Télécommunications              |
| 15 mai 1985 | Soyouz-U      | Baïkonour         | Orbite basse           | Zenit-8 Oblik               | Satellite de reconnaissance     |
| 17 mai 1985 | Proton-K/DM-2 | Baïkonour         | Orbite moyenne         | GLONASS Ouragan x 3 No. 20L | Satellites de navigation        |
| 22 mai 1985 | Soyouz-U      | Baïkonour         | Orbite héliosynchrone  | Resurs-F1 17F41 No. 52      | Observation de la Terre         |
| 23 mai 1985 | Soyouz-U      | Baïkonour         | Orbite basse           | Iantar-4K2 Kobalt           | Satellite de reconnaissance     |
| 29 mai 1985 | Molnia M      | Baïkonour         | Orbite de Molnia       | Molniya-3                   | Satellite de télécommunications |
| 30 mai 1985 | Cosmos-3M     | Baïkonour         | Orbite basse           | Tsikada                     | Satellite de navigation         |
| 30 mai 1985 | Proton-K/DM-2 | Baïkonour         | Orbite basse           | Tselina-2                   | Satellite d'écoute électronique |

#### Juin
| Date         | Lanceur                     | Base de lancement      | Type                   | Charge utile                 | Notes                                              |
| 6 juin 1985  | Soyouz-U2                   | Baïkonour              | Orbite basse           | Soyouz T-13                  | Relève équipage station spatiale                   |
| 7 juin 1985  | Soyouz-U                    | Baïkonour              | Orbite héliosynchrone  | Resurs-F1 17F41 No. 54       | Observation de la Terre                            |
| 11 juin 1985 | Molnia M                    | Baïkonour              | Orbite de Molnia       | Oko                          | Satellite d'alerte précoce                         |
| 13 juin 1985 | Soyouz-U                    | Baïkonour              | Orbite basse           | Zenit-8 Oblik                | Satellite de reconnaissance                        |
| 14 juin 1985 | Tsiklon-3                   | Baïkonour              | Orbite basse           | Geo-IK Musson No. 17         | Géodésie                                           |
| 17 juin 1985 | Navette spatiale américaine | Centre spatial Kennedy | Orbite basse           | Navette Discovery (STS-51-G) |                                                    |
| 17 juin 1985 | Navette spatiale américaine | Centre spatial Kennedy | Orbite géostationnaire | Morelos 1                    | Satellite de télécommunications                    |
| 17 juin 1985 | Navette spatiale américaine | Centre spatial Kennedy | Orbite géostationnaire | Arabsat 1B                   | Satellite de télécommunications                    |
| 17 juin 1985 | Navette spatiale américaine | Centre spatial Kennedy | Orbite géostationnaire | Telstar 303                  | Satellite de télécommunications                    |
| 17 juin 1985 | Navette spatiale américaine | Centre spatial Kennedy | Orbite basse           | Spartan 101                  | Astronomie X, récupéré à l'a fin de la mission     |
| 18 juin 1985 | Molnia M                    | Baïkonour              | Orbite de Molnia       | Oko                          | Satellite d'alerte précoce                         |
| 19 juin 1985 | Cosmos-3M                   | Baïkonour              | Orbite basse           | Taifun                       | Calibration radar                                  |
| 21 juin 1985 | Soyouz-U                    | Baïkonour              | Orbite basse           | Progress 24                  | Ravitaillement station spatiale                    |
| 21 juin 1985 | Soyouz-U                    | Baïkonour              | Orbite héliosynchrone  | Resurs-F1 17F41 No. 55       | Observation de la Terre                            |
| 21 juin 1985 | Zenit-2                     | Baïkonour              | Orbite basse           | EPN                          | Satellite de simulation dynamique du Tselina Échec |
| 26 juin 1985 | Soyouz-U                    | Baïkonour              | Orbite basse           | Zenit-8 Oblik                | Satellite de reconnaissance                        |
| 30 juin 1985 | Atlas G Centaur             | Cape Canaveral         | Orbite géostationnaire | Intelsat 511                 | Satellite de télécommunications                    |

#### Juillet
| Date            | Lanceur                     | Base de lancement      | Type                  | Charge utile                  | Notes                           |
| 2 juillet 1985  | Ariane 1                    | Kourou                 | Orbite héliocentrique | Giotto                        | Étude de la comète de Halley    |
| 3 juillet 1985  | Soyouz-U                    | Baïkonour              | Orbite basse          | Zenit-8 Oblik                 | Satellite de reconnaissance     |
| 8 juillet 1985  | Tsiklon-3                   | Baïkonour              | Orbite basse          | Tselina-D                     | Satellite d'écoute électronique |
| 10 juillet 1985 | Soyouz-U                    | Baïkonour              | Orbite basse          | Bion No. 7                    | Expérience de microgravité      |
| 15 juillet 1985 | Soyouz-U                    | Baïkonour              | Orbite basse          | Zenit-8 Oblik                 | Satellite de reconnaissance     |
| 17 juillet 1985 | Molnia M                    | Baïkonour              | Orbite de Molnia      | Molniya-3                     | Satellite de télécommunications |
| 19 juillet 1985 | Soyouz-U                    | Baïkonour              | Orbite basse          | Progress 126                  | Ravitaillement station spatiale |
| 29 juillet 1985 | Navette spatiale américaine | Centre spatial Kennedy | Orbite basse          | Navette Challenger (STS-51-F) |                                 |

#### Août
| Date          | Lanceur                     | Base de lancement      | Type                   | Charge utile                 | Notes                                      |
| 1er août 1985 | Tsiklon-2                   | Baïkonour              | Orbite basse           | US-A                         | Satellite de reconnaissance radar          |
| 2 août 1985   | Soyouz-U                    | Baïkonour              | Orbite basse           | Zenit-8 Oblik                | Satellite de reconnaissance                |
| 3 août 1985   | Scout G-1                   | Vandenberg             | Orbite basse           | Transit-O x 2                | Satellites de navigation                   |
| 7 août 1985   | Soyouz-U                    | Baïkonour              | Orbite héliosynchrone  | Resurs-F1 17F41 No. 57       | Observation de la Terre                    |
| 8 août 1985   | Soyouz-U                    | Baïkonour              | Orbite basse           | Iantar-1KFT Siluet No. 5     | Satellite de reconnaissance optique        |
| 8 août 1985   | Tsiklon-3                   | Baïkonour              | Orbite basse           | Tselina-D                    | Satellite d'écoute électronique            |
| 8 août 1985   | Proton-K/DM                 | Baïkonour              | Orbite géostationnaire | Raduga Gran                  | Satellite de télécommunications militaires |
| 12 août 1985  | Molnia M                    | Baïkonour              | Orbite de Molnia       | Oko                          | Satellite d'alerte précoce                 |
| 16 août 1985  | Soyouz-U                    | Baïkonour              | Orbite basse           | Iantar-4K2 Kobalt            | Satellite de reconnaissance                |
| 18 août 1985  | Mu-3S-II                    | Uchinoura              | Orbite héliocentrique  | Suisei                       | Étude de la comète de Halley               |
| 22 août 1985  | Molnia M                    | Baïkonour              | Orbite de Molnia       | Molniya-1                    | Satellite de télécommunications            |
| 23 août 1985  | Tsiklon-2                   | Baïkonour              | Orbite basse           | US-A                         | Satellite de reconnaissance radar          |
| 27 août 1985  | Navette spatiale américaine | Centre spatial Kennedy | Orbite basse           | Navette Discovery (STS-51-I) |                                            |
| 27 août 1985  | Navette spatiale américaine | Centre spatial Kennedy | Orbite géostationnaire | Aussat K1                    | Satellite de télécommunications            |
| 27 août 1985  | Navette spatiale américaine | Centre spatial Kennedy | Orbite géostationnaire | ASC 1                        | Satellite de télécommunications            |
| 27 août 1985  | Navette spatiale américaine | Centre spatial Kennedy | Orbite géostationnaire | Leasat 4                     | Satellite de télécommunications            |
| 28 août 1985  | Titan 34D                   | Vandenberg             | Orbite polaire         | K-11                         | Satellite de reconnaissance optique Échec  |
| 29 août 1985  | Soyouz-U                    | Baïkonour              | Orbite héliosynchrone  | Resurs-F1 17F41 No. 53       | Observation de la Terre                    |
| 29 août 1985  | Soyouz-U                    | Baïkonour              | Orbite basse           | Iantar-4K2 Kobalt            | Satellite de reconnaissance                |

#### Septembre
| Date              | Lanceur         | Base de lancement | Type                   | Charge utile    | Notes                                   |
| 4 septembre 1985  | Cosmos-3M       | Baïkonour         | Orbite basse           | Strela-2M       | Satellite de télécommunications         |
| 6 septembre 1985  | Soyouz-U        | Baïkonour         | Orbite basse           | Zenit-4MKT Fram | Satellite de reconnaissance optique     |
| 12 septembre 1985 | Ariane 3        | Kourou            | Orbite géostationnaire | Eutelsat I F-3  | Satellite de télécommunications Échec   |
| 12 septembre 1985 | Ariane 3        | Kourou            | Orbite géostationnaire | Spacenet F3     | Satellite de télécommunications         |
| 17 septembre 1985 | Soyouz-U2       | Baïkonour         | Orbite basse           | Soyouz T-14     | Relève équipage station spatiale        |
| 19 septembre 1985 | Tsiklon-2       | Baïkonour         | Orbite basse           | US-P-M1         | Satellite de reconnaissance océanique   |
| 19 septembre 1985 | Soyouz-U        | Baïkonour         | Orbite basse           | Zenit-8 Oblik   | Satellite de reconnaissance             |
| 24 septembre 1985 | Molnia M        | Baïkonour         | Orbite de Molnia       | Oko             | Satellite d'alerte précoce              |
| 26 septembre 1985 | Soyouz-U        | Baïkonour         | Orbite basse           | Zenit-8 Oblik   | Satellite de reconnaissance             |
| 27 septembre 1985 | Proton-K        | Baïkonour         | Orbite basse           | TKS             | Module de la station spatiale Saliout 7 |
| 28 septembre 1985 | Atlas G Centaur | Cape Canaveral    | Orbite géostationnaire | Intelsat 512    | Satellite de télécommunications         |
| 30 septembre 1985 | Molnia M        | Baïkonour         | Orbite de Molnia       | Oko             | Satellite d'alerte précoce              |

#### Octobre
| Date            | Lanceur                     | Base de lancement      | Type                   | Charge utile                  | Notes                                                  |
| 2 octobre 1985  | Cosmos-3M                   | Kapoustine Iar         | Orbite basse           | Taifun                        | Calibration radar                                      |
| 3 octobre 1985  | Vostok 8A92M                | Baïkonour              | Orbite héliosynchrone  | Resours-O1 No. 1L             | Observation de la Terre                                |
| 3 octobre 1985  | Molnia M                    | Baïkonour              | Orbite de Molnia       | Molniya-3                     | Satellite de télécommunications                        |
| 3 octobre 1985  | Navette spatiale américaine | Centre spatial Kennedy | Orbite basse           | Navette Atlantis (STS-51-J)   |                                                        |
| 3 octobre 1985  | Navette spatiale américaine | Centre spatial Kennedy | Orbite géostationnaire | DSCS x 2 III B-4              | Satellite de télécommunications militaires             |
| 9 octobre 1985  | Atlas E/SGS-2               | Vandenberg             | Orbite moyenne         | GPS 11                        | Satellite de navigation                                |
| 9 octobre 1985  | Tsiklon-3                   | Baïkonour              | Orbite basse           | Strela x 6-3                  | Satellites de télécommunications                       |
| 16 octobre 1985 | Soyouz-U                    | Baïkonour              | Orbite basse           | Zenit-8 Oblik                 | Satellite de reconnaissance                            |
| 21 octobre 1985 | Longue Marche 2C            | Jiuquan                | Orbite basse           | FSW                           | Satellite de reconnaissance                            |
| 22 octobre 1985 | Zenit-2                     | Baïkonour              | Orbite basse           | EPN                           | Satellite de simulation dynamique du Tselina           |
| 22 octobre 1985 | Molnia M                    | Baïkonour              | Orbite de Molnia       | Oko                           | Satellite d'alerte précoce                             |
| 23 octobre 1985 | Molnia M                    | Baïkonour              | Orbite de Molnia       | Molniya-1                     | Satellite de télécommunications                        |
| 23 octobre 1985 | Cosmos-3M                   | Baïkonour              | Orbite basse           | Parus                         | Satellite de navigation militaire Échec                |
| 24 octobre 1985 | Tsiklon-3                   | Baïkonour              | Orbite polaire         | Meteor-3                      | Satellite météorologique                               |
| 25 octobre 1985 | Soyouz-U                    | Baïkonour              | Orbite basse           | Iantar-4K2 Kobalt             | Satellite de reconnaissance                            |
| 25 octobre 1985 | Proton-K/DM-2               | Baïkonour              | Orbite géostationnaire | Loutch Altair                 | Satellite de télécommunications                        |
| 28 octobre 1985 | Molnia M                    | Baïkonour              | Orbite de Molnia       | Molniya-1                     | Satellite de télécommunications                        |
| 30 octobre 1985 | Navette spatiale américaine | Centre spatial Kennedy | Orbite basse           | Navette Challenger (STS-61-A) |                                                        |
| 30 octobre 1985 | Navette spatiale américaine | Centre spatial Kennedy | Orbite basse           | GLOMR                         | Satellite de télécommunications expérimental militaire |
| 30 octobre 1985 | Navette spatiale américaine | Centre spatial Kennedy | Orbite basse           | Laboratoire spatial Spacelab  |                                                        |

#### Novembre
| Date             | Lanceur                     | Base de lancement      | Type                   | Charge utile                | Notes                                      |
| 9 novembre 1985  | Molnia M                    | Baïkonour              | Orbite de Molnia       | Oko                         | Satellite d'alerte précoce                 |
| 13 novembre 1985 | Soyouz-U                    | Baïkonour              | Orbite basse           | Zenit-8 Oblik               | Satellite de reconnaissance                |
| 15 novembre 1985 | Proton-K/DM                 | Baïkonour              | Orbite géostationnaire | Raduga Gran                 | Satellite de télécommunications militaires |
| 22 novembre 1985 | Tsiklon-3                   | Baïkonour              | Orbite basse           | Tselina-D                   | Satellite d'écoute électronique            |
| 27 novembre 1985 | Navette spatiale américaine | Centre spatial Kennedy | Orbite basse           | Navette Atlantis (STS-61-B) |                                            |
| 27 novembre 1985 | Navette spatiale américaine | Centre spatial Kennedy | Orbite géostationnaire | Morelos 2                   | Satellite de télécommunications            |
| 27 novembre 1985 | Navette spatiale américaine | Centre spatial Kennedy | Orbite géostationnaire | Aussat K2                   | Satellite de télécommunications            |
| 27 novembre 1985 | Navette spatiale américaine | Centre spatial Kennedy | Orbite géostationnaire | Satcom K2                   | Satellite de télécommunications            |
| 28 novembre 1985 | Cosmos-3M                   | Baïkonour              | Orbite basse           | Parus                       | Satellite de navigation militaire          |

#### Décembre
| Date             | Lanceur       | Base de lancement | Type                  | Charge utile                        | Notes                             |
| 3 décembre 1985  | Soyouz-U      | Baïkonour         | Orbite basse          | Zenit-8 Oblik                       | Satellite de reconnaissance       |
| 11 décembre 1985 | Soyouz-U      | Baïkonour         | Orbite basse          | Iantar-4K2 Kobalt                   | Satellite de reconnaissance       |
| 12 décembre 1985 | Tsiklon-3     | Baïkonour         | Orbite basse          | Tselina-D                           | Satellite d'écoute électronique   |
| 13 décembre 1985 | Scout G-1     | Wallops Island    | Orbite basse          | ITV 1 et 2                          | Cible missile anti satellite      |
| 13 décembre 1985 | Soyouz-U      | Baïkonour         | Orbite héliosynchrone | Resurs-F1 17F41 No. 56              | Observation de la Terre           |
| 19 décembre 1985 | Cosmos-3M     | Baïkonour         | Orbite basse          | Parus                               | Satellite de navigation militaire |
| 24 décembre 1985 | Molnia M      | Baïkonour         | Orbite de Molnia      | Molniya-3                           | Satellite de télécommunications   |
| 24 décembre 1985 | Proton-K/DM-2 | Baïkonour         | Orbite moyenne        | GLONASS Ouragan No. 22L, 23L et GVM | Satellites de navigation          |
| 26 décembre 1985 | Tsiklon-3     | Baïkonour         | Orbite polaire        | Meteor-2                            | Satellite météorologique          |
| 27 décembre 1985 | Soyouz-U      | Baïkonour         | Orbite basse          | Efir                                | Étude des rayons cosmiques        |
| 28 décembre 1985 | Zenit-2       | Baïkonour         | Orbite basse          | Tselina-2 No. 3L                    | Satellite d'écoute électronique   |

## Vols orbitaux

### Par pays
| Pays             | Lancements | dont échecs partiels/totaux | Remarques |
| ---------------- | ---------- | --------------------------- | --------- |
| Chine            | 1          |                             |           |
| États-Unis       | 18         | 1                           |           |
| Europe           | 4          | 1                           |           |
| Japon            | 2          |                             |           |
| Union soviétique | 100        | 3                           |           |
| Total            | 125        | 5                           |           |

### Par lanceur
| Famille de lanceurs         | Pays             | Lancements | dont échecs partiels ou totaux | Remarques   |
| --------------------------- | ---------------- | ---------- | ------------------------------ | ----------- |
| Ariane 1                    | Europe           | 1          |                                |             |
| Ariane 3                    | Europe           | 3          | 1                              |             |
| Atlas D/E/F                 | États-Unis       | 2          |                                |             |
| Atlas G/H/I                 | États-Unis       | 3          |                                |             |
| Cosmos 1/3/3M               | Union soviétique | 12         | 1                              |             |
| Longue Marche 2C            | Chine            | 1          |                                |             |
| Molnia                      | Union soviétique | 16         |                                |             |
| Mu                          | Japon            | 2          |                                |             |
| Navette spatiale américaine | États-Unis       | 9          |                                |             |
| Proton                      | Union soviétique | 10         |                                |             |
| Scout                       | États-Unis       | 2          |                                |             |
| Soyouz                      | Union soviétique | 40         |                                |             |
| Titan II, IIIA, IIIB        | États-Unis       | 1          |                                |             |
| Titan IIID, IIIE, IIIC      | États-Unis       | 1          | 1                              |             |
| Tsiklon-2                   | Union soviétique | 5          |                                |             |
| Tsiklon-3                   | Union soviétique | 12         |                                |             |
| Vostok                      | Union soviétique | 1          |                                |             |
| Zenit-2                     | Union soviétique | 4          | 2                              | Premier vol |
| Nombre total de lancements  |                  | 125        | 5                              |             |

### Par type d'orbite
| Orbite                 | Lancements | Succès | Échecs | Orbite atteinte involontairement | Remarques                                                                             |
| ---------------------- | ---------- | ------ | ------ | -------------------------------- | ------------------------------------------------------------------------------------- |
| Basse                  |            |        |        |                                  |                                                                                       |
| Moyenne                |            |        |        |                                  |                                                                                       |
| Haute                  |            |        |        |                                  | dont Molnia, orbite de transfert vers la Lune, orbite elliptique à forte excentricité |
| Géosynchrone/transfert |            |        |        |                                  |                                                                                       |
| Héliocentrique         |            |        |        |                                  | dont orbite de transfert interplanétaire                                              |

### Par site de lancement
| Pays             | Base de lancement      | Nombre de lancements | Remarques |
| ---------------- | ---------------------- | -------------------- | --------- |
| Chine            | Jiuquan                | 1                    |           |
| États-Unis       | Cape Canaveral         | 3                    |           |
| États-Unis       | Vandenberg             | 5                    |           |
| États-Unis       | Centre spatial Kennedy | 9                    |           |
| États-Unis       | Wallops Island         | 1                    |           |
| Europe           | Kourou                 | 4                    |           |
| Japon            | Uchinoura              | 2                    |           |
| Union soviétique | Baïkonour              | 99                   |           |
| Union soviétique | Kapoustine Iar         | 1                    |           |
|                  | Total                  | 125                  |           |

## Survols et contacts planétaires
| Date | Sonde spatiale | Événement | Remarque |
| ---- | -------------- | --------- | -------- |
|      |                |           |          |

### Sources
- (en) Jonathan McDowell, « Jonathan's Space Report », Jonathan's Space Page
- (en) Gunter Krebs, « Chronology of Space Launches », Gunter's Space Page